# 寒い朝 (小説)
『寒い朝』（さむいあさ）は、石坂洋次郎の中編小説。
1959年4月から7月まで『週刊現代』に連載され、8月に講談社から単行本として刊行された。ほどなく映画化・ドラマ化され、1962年には『赤い蕾と白い花』の題で吉永小百合主演で映画化された。主題歌「寒い朝」を吉永と和田弘とマヒナスターズが歌い、ヒットした。

## あらすじ
小児科医の父を持つ三輪茂夫と、洋裁学校経営者の母を持つ岩淵とみ子は高校の同級生。どちらも片親という家庭環境で次第に恋仲になっていき、その過程で双方の親もまた親しくなる。

## 文庫本
- 角川文庫
- 旺文社文庫

## 映画

### 1959年版
1959年に『若い素顔』と題して公開。
- 監督：大庭秀雄
- 出演者：桑野みゆき、山本豊三、佐分利信、高峰三枝子、市原悦子

### 1962年版
上述の通り、1962年6月10日に『赤い蕾と白い花』と題して公開。
- 監督：西河克己
- 出演者：吉永小百合、浜田光夫、金子信雄、高峰三枝子

## ドラマ

### 日本テレビ版
1959年11月10日から同年11月24日まで日本テレビ系列局で放送。全3回。放送時間は毎週火曜 20:00 - 20:30 （日本標準時）。
- 脚本：池田一朗
- 出演者：若原雅夫、山根寿子、高野恭明、夏川かほる、浦辺粂子

### NET版
1961年10月22日に『若い日』というタイトルで、NET（現：テレビ朝日）の『NECサンデー劇場』（日本電気・新日本電機提供）枠で放送。放送時間は日曜20:00 - 21:00（日本標準時）。
- 脚本：寺田太郎
- 出演：十朱幸代、霧立のぼる、小川治彦[注 1]、下元勉、三崎千恵子、水梨民子、表泰子

### フジテレビ版
1962年9月18日に『おせっかいな季節』というタイトルで、フジテレビの『シャープ火曜劇場』（早川電機工業一社提供）枠で放送。放送時間は火曜20:00 - 21:00（日本標準時）。
- 脚本：池田一朗
- 演出：小沢效
- 出演者：榊ひろみ、三条美紀、飯田蝶子、山下洵一郎、若原雅夫、柴野道子

### 朝日放送版
1963年12月20日にTBSの『近鉄金曜劇場』枠で朝日放送製作により放送。全1回。放送時間は金曜 20:00 - 20:56 （日本標準時） 。
- 脚本：茂木草介
- 演出：河野雅人
- 出演者：葉山葉子、渚健二、若原雅夫、月丘夢路

### 東京12チャンネル版
1965年1月13日から同年4月7日まで東京12チャンネルで放送。放送時間は毎週水曜 19:30 - 20:00 （日本標準時）。日産自動車の一社提供。
主演の日野てる子は、主題歌「若い朝」の歌唱も担当した。
- 脚本：佐々木武観
- 演出：若井田久
- 出演者：日野てる子、渚健二、若原雅夫、高峰三枝子
- 主題歌：日野てる子「若い朝」（作詞：若井田久、作曲・編曲：荒井英一）[5]

### NHK版
1978年2月27日から1978年3月16日までNHK総合テレビの『少年ドラマシリーズ』枠で放送。全12回。放送時間は毎週月曜 - 木曜 18:20 - 18:39 （日本標準時）。
『少年ドラマシリーズ』定期放送時代の作品としてはこれが最終作であり、これ以後の作品群はすべて不定期放送となった。
- 脚本：石森史郎 [6]
- 演出：鈴木孝昌、前田充男、佐野竜之介[6]
- 出演者：吉田由美子、吉本隆治、高田敏江、梅野泰靖